# Пандо Стойчевски
Пандо Йованов Стойчевски е югославски партизанин и деец на комунистическата съпротива във Вардарска Македония.

## Биография
Роден е на 10 май 1922 година в битолското село Барешани. Завършва основно училище и става земеделец. Включва се в НОВМ през 1943 година в партизански отряди, а по-късно и в десета македонска ударна бригада. Участва в боевете на югославските партизани с немски части в Прилеп и загива на 10 септември 1944 година.